# حسين بن قاسم الكوفي
أبو حامد حسين بن قاسم بن سعيد بن نضر بن عباس بن ناصر بن علي الكوفي (801م - 876م)، عالم فقيه شيعي أثنى عشري وصاحب كتاب اسطار مهلة لرجال حديث. ولد في الكوفة الذين روى عنه: ابنه "عمر" و"زيد" و"حامد" ، والحافظ والثقة توفي بسبب قتل والذي قتله هو أحمد بن جابر بن عطيس النخعي وتعلم لدى نضير بن سعد الوالي وأبا اسحاق عبد الملك بن سليمان 